# Cleorina laeta
Cleorina laeta es un coleóptero de la familia Chrysomelidae.
Fue descrita científicamente en 1995 por Medvedev.